# Denevérek (film)
A Denevérek (eredeti cím: Bats) 1999-ben bemutatott amerikai horrorfilm, melyet Louis Morneau rendezett. A főbb szerepekben Lou Diamond Phillips, Dina Meyer és Bob Gunton látható.
Tévéfilmes folytatása 2007-ben jelent meg Denevérek: Az emberfalók címmel.

## Cselekmény
Egy Gallup nevű fiktív nyugat-texasi kisvárosban napnyugta után rejtélyes erőszakos gyilkosságok kezdődnek, a hatóság gyanúja hamarosan denevérekre terelődik. Az amerikai szövetségi járványügyi hivatal (CDC) kiküldi Dr. Sheila Casper denevérszakértőt és asszisztensét, Jimmy Sandset, hogy a helyszínen tisztázza a helyzetet. Emmett Kimsey seriff fogadja őket. Az áldozatok boncolása igazolja, hogy óriás repülőkutyák marcangolták szét őket. Sheila lehetetlennek tartja, hogy ez a gyümölcsevő, ártalmatlan faj embert, állatot támadna meg. Dr. Alexander McCabe biológus ekkor elmondja, hogy titkos biológiai kísérleti laboratóriumban genetikailag manipulált vírussal fertőzték meg a kihalástól fenyegetett faj egyedeit azzal a céllal, hogy kiemelkedő intelligenciaszinttel rendelkezzenek és agresszív mindenevőkké váljanak, így biztosítva a faj túlélését. Két ilyen fertőzött egyed kijutott a laboratóriumból. A járványügyesek szerint ezeket meg kell találni és el kell pusztítani, mielőtt fajtársaikat tovább fertőznék a kísérleti vírussal. Sheila vállalja, hogy segít a keresésben, de a szigorúan védett egyedeket nem hajlandó megölni, ebben támogatja őt McCabe biológus is. A következő áldozat holttestének vizsgálata azt mutatja, hogy a fertőzés már sok további denevérre is átterjedt.
A csapat az egész környéken keresi a denevérek pihenő és szaporodó helyeit. Napnyugtakor egy csapat denevér megtámadja őket, de McCabe érkezésekor a falka továbbrepül. Egy csapdába ejtett denevér bőre alá Sheila nyomkövető jeladót juttat a denevér bőre alá, és szabadon engedi, hogy elvezesse őket a denevércsapat búvóhelyére. Ezt az egyedet azonban intelligens fajtársai rögtön megölik, nehogy elárulja támaszpontjukat. Sheila kívánságára a járványügyiek katonai segítséget kérnek és elrendelik a város kiürítését, de lakosok nem veszik komolyan a hatóságok felhívását. A denevérfalka lecsap a városra, sok embert megölnek, köztük Munn seriffhelyettest és Dr. Hodge-ot, a járványügyisek vezetőjét is.
A hadsereg kiüríti a várost, Sheiláék 48 órát kapnak, hogy megtalálják és kiirtsák a denevérfalkát. Utána a várost és egész környékét a légierő Pokoltűz rakétacsapásokkal elhamvasztja. A kutatók elbarikádozzák magukat az iskolában, az ablakokat védőhálókkal zárják le. Este a falka rárepül a csalétekre, egy katonai műhold infravörös érzékelői segítségével azonosítják a kiindulási pontjukat, egy közeli, felhagyott bányát. Sheila úgy véli, a katonai tűzcsapás nem lenne elég hatékony egy szerteágazó föld alatti rejtekhelyen. Sheila azt találja ki, hogy egy hatalmas hűtőberendezést helyeznek el a bányában, ettől a denevérek hibernálódnak, mielőtt halálra fagynának. A hadseregtől kérnek ipari hűtőgépet.
Kiderül, hogy a gyilkos denevérek kitenyésztése a hadsereg szigorúan titkos projektje. A katonák nem várják be a nappalt, éjszaka beviszik a hűtőberendezést a bányába, de már nem tudják beindítani, mert az aktivizálódott denevérfalka megöli mindnyájukat. Utána a falka megtámadja az iskolát. Sheila, Kimsey serif és társai küzdenek e behatolók ellen. McCabe biológusról kiderül, hogy elmebeteg, a két első „szökött” denevért ő maga eresztette szabadon, gyilkosságra programozva. McCabe úgy hiszi, irányítani tudja a falkát. Kimegy a szabadba, de az intelligens denevérek csak azért jöttek, hogy őt kiiktassák. Szétmarcangolják és elrepülnek.
Sheila és társai a bánya körül megtalálják a halott katonákat. A parancsnokság rádión közli velük, hogy a légierő már úton van a végső eszközzel, a gyújtóbombákkal, hatvan percük maradt a távozásra. Sheila tudja, hogy a bánya lebombázásától a túlélő denevérek kiszabadulnának, ezért a kiürítési parancsot megszegve, rögtönzött védőruhában, Kimsey serif kíséretében leszáll a bányába, hogy beindítsa a fagyasztó berendezést. Jimmy kint marad, hogyha valami rosszra fordul, robbantsa be a bánya egyetlen kijáratát. Sheiláék hosszas keresgélés után megtalálják az indítókulcsot, a denevérek megtámadják őket. Kimenekülnek a felszínre, az üldöző denevérfalkára Jimmy rárobbantja a bejáratot. A műszerek szerint a bányában zuhan a hőmérséklet, a denevérek téli álomba merülnek és megfagynak. A rakétatámadást lefújják. Egy denevér kitúrja magát a föld alól, őt a hazafelé tartó csapat autója elgázolja.

## Szereplők
| Szerep                               | Színész              | Magyar hang (1. szinkron) |
| ------------------------------------ | -------------------- | ------------------------- |
| Emmett Kimsey seriff                 | Lou Diamond Phillips | Rékasi Károly             |
| Dr. Sheila Casper denevér-szakértő   | Dina Meyer           | Udvarias Anna             |
| Dr. Alexander McCabe biológus        | Bob Gunton           | N/A                       |
| Jimmy Sands, Dr. Casper asszisztense | Leon                 | Damu Roland               |
| Dr. Tobe Hodge, járványügyes         | Carlos Jacott        | Bognár Tamás              |
| Wesley Munn seriffhelyettes          | David McConnell      | N/A                       |